# البطولة الوطنية المجرية 1943–44
البطولة الوطنية المجرية 1943–44 (بالمجرية: 1943–1944-es magyar labdarúgó-bajnokság)‏ هو الموسم 41 من البطولة الوطنية المجرية. أشرف على تنظيمه اتحاد المجر لكرة القدم، وكان عدد الأندية المشاركة فيه 16، وفاز فيه نادي أوراديا.